# Enes intinctus
Enes intinctus là một loài bọ cánh cứng trong họ Cerambycidae.